# La Rasa
La Rasa es una localidad española de la provincia de Soria, partido judicial de Burgo de Osma (comunidad autónoma de Castilla y León). Pertenece al municipio de Burgo de Osma-Ciudad de Osma. 
Es el lugar de nacimiento del histórico líder de CCOO Marcelino Camacho.

## Situación

Término municipal de El Burgo de Osma.

Se llega a ella a través de carretera por la A-11 y antes de su cierre por el ferrocarril de la línea Valladolid-Ariza, cuya estación se encuentra en esta localidad. Por su término pasan los ríos Ucero, Abión y Sequillo, todos ellos afluentes del Duero.

### Comunicaciones
Cruce de caminos con acceso desde la Ciudad de Osma por la carretera provincial   SO-P-4123  que nos lleva pasando esta localidad hasta Navapalos; hacia el Oeste la provincial   SO-P-4024  que nos conduce aguas abajo del Duero hasta Pedraja de San Esteban.

## Demografía
En el año 1981 contaba con 180 habitantes, concentrados en el núcleo principal, pasando a 45 en 2009 y 122 en 2023.

## Historia
La Rasa se fundó en el siglo XIX como pueblo en el cual se encontraba la estación de trenes de El Burgo de Osma, que estuvo en funcionamiento entre 1895 y 1985). En esta estación fue guardagujas el padre de Marcelino Camacho.
Cuenta la leyenda que las autoridades de El Burgo de Osma, localidad situada 7 km al norte, rechazaron el paso del ferrocarril por la población porque las caballerías podían espantarse. La estación de Osma-La Rasa siempre tuvo gran importancia, y en ella se realizaba el relevo de maquinistas y de máquinas que cubrían el tramo entre Zaragoza y Valladolid.

## Personalidades
- Marcelino Camacho, fue fundador y primer secretario general de Comisiones Obreras (CC.OO.)  (1918-2010)